# 大麻桜木町
大麻桜木町（おおあささくらぎちょう）とは、北海道江別市の町丁。郵便番号は069-0846。人口は1,316人、世帯数は568世帯（2023年12月1日現在）。丁目の設定のない単独町名である。住居表示は全域で未実施。

## 地理
大麻東町は函館本線の北西側の地域で、町内を道道東雁来江別線・３番通が横断している。

## 歴史

### 年表
- 2006年（平成18年）
  - 10月7日 - 「大麻」の一部が「大麻桜木町」に町名地番変更[5]。

### 町名の変遷
町名の変遷は以下の通りである。
| 実施後     | 実施年月日    | 実施前（各町名ともその一部） |
| ---------- | ------------- | ---------------------------- |
| 大麻桜木町 | 2006年10月7日 | 大麻                         |

## 世帯数と人口
2023年（令和5年）12月1日現在の世帯数と人口は以下の通りである。
| 町丁       | 世帯    | 人口    |
| ---------- | ------- | ------- |
| 大麻桜木町 | 568世帯 | 1,316人 |
| 計         | 568世帯 | 1,316人 |

### 人口の変遷
国勢調査による人口の推移。
| 2010年（平成22年） | 1,194人 | [ 6 ] |  |
| 2015年（平成27年） | 1,339人 | [ 7 ] |  |
| 2020年（令和2年）  | 1,235人 | [ 8 ] |  |

### 世帯数の変遷
国勢調査による世帯数の推移。
| 2010年（平成22年） | 454世帯 | [ 6 ] |  |
| 2015年（平成27年） | 523世帯 | [ 7 ] |  |
| 2020年（令和2年）  | 481世帯 | [ 8 ] |  |

## 小・中学校の通学区
小・中学校の通学区は以下の通り。
| 町丁       | 字・番地                                 | 小学校       | 中学校     |
| ---------- | ---------------------------------------- | ------------ | ---------- |
| 大麻桜木町 | 1番地-24番地・25番地の2-3・28番地-34番地 | 大麻小学校   | 大麻中学校 |
| 大麻桜木町 | 25番地の1・25番地の4-5・26番地-27番地    | 大麻西小学校 | 大麻中学校 |

## 施設

### 公共・公的機関
- 江別大麻西郵便局（大麻桜木町26-1）[10]

### 公園
- あねもね公園（大麻桜木町3-2）[11]
- わんぱく公園（大麻桜木町13-1）[11]

### 医療・福祉
- 垣野歯科医院（大麻桜木町33-5）[12]

### 企業・店舗
- セブンイレブン 江別大麻桜木町（大麻桜木町8-6）[13]
- オカモトセルフ セルフ江別大麻（大麻桜木町26-4）[14]

### 神社・寺
- 明勝寺（大麻桜木町20-17）[15]

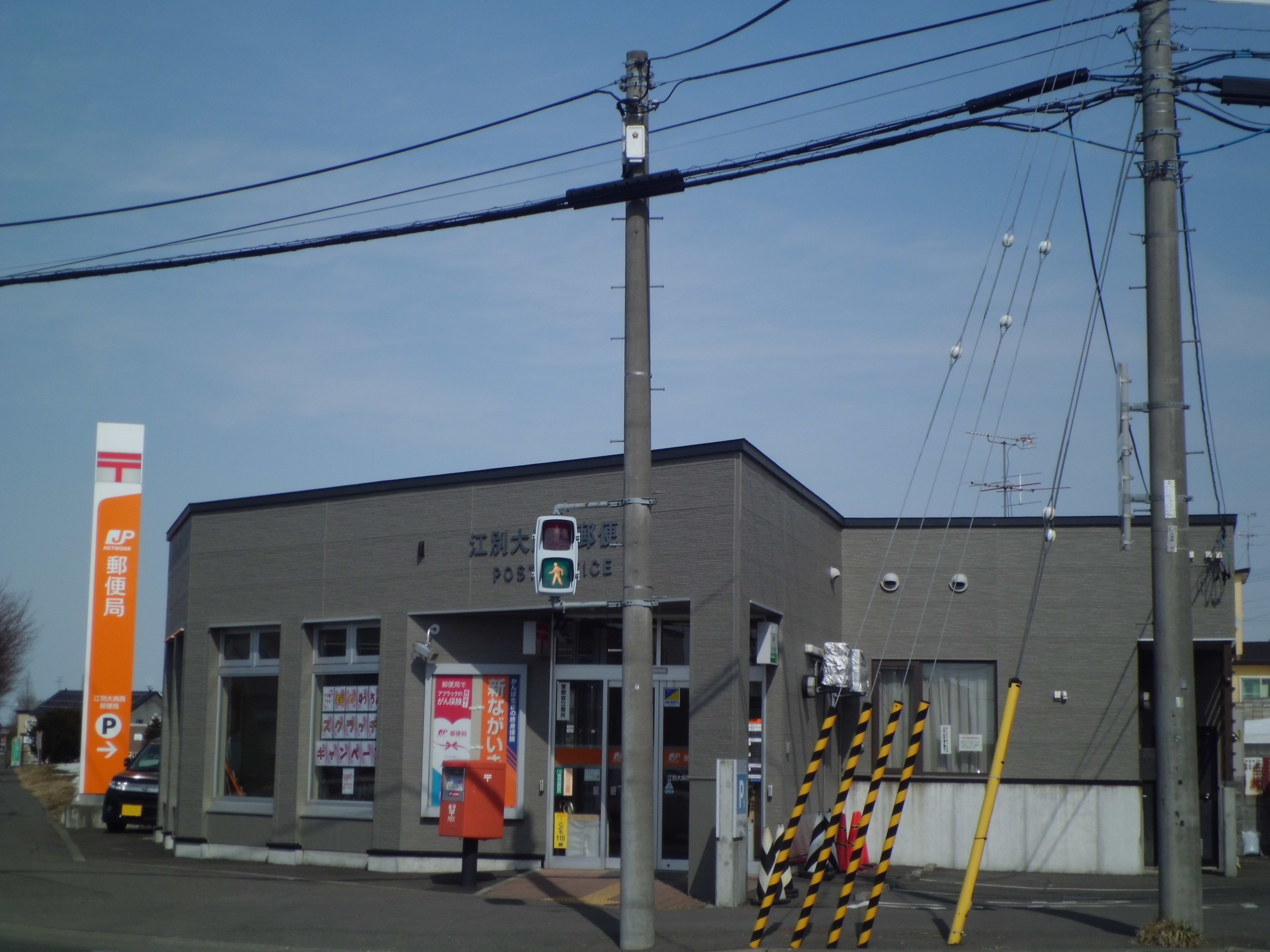
大麻西郵便局

## 交通

### 鉄道
- 鉄道駅は町内には存在しない。最寄り駅は■函館本線の大麻駅。
  -  北海道旅客鉄道
    - ■函館本線

### バス
- 町内に ジェイアール北海道バス及び北海道中央バスの路線がある。[16]

### 道路
- 一般国道
  - 町内に一般国道は通っていない。[4]

- 一般道道
  - 北海道道626号東雁来江別線[4]

- 都市計画道路
  - 3・3・303 3番通・道道東雁来江別線[4][17]